# Mahinur Ozdemir
Mahinur Özdemir Göktas (Brussel, 7 november 1982) is een Turks-Belgisch politica. Ze zetelde in het Brussels Hoofdstedelijk Parlement, van 2009 tot eind mei 2015 namens de cdH (Humanistisch Democratisch Centrum).

## Levensloop
De uit Turkije afkomstige Mahinur Ozdemir studeerde publieke administratie en politieke wetenschappen aan de ULB. Ze werd formatrice bij het Centre Permanent pour la Citoyenneté et la Participation.
Ze werd politiek actief voor het cdH en werd voor deze partij in 2006 verkozen tot gemeenteraadslid van Schaarbeek, wat ze bleef tot in 2018. Van 2009 tot 2019 was zij tevens lid van het Brussels Hoofdstedelijk Parlement. Ozdemir was de eerste Belgische parlementair die een islamitische hidjab draagt.
Op 29 mei 2015 werd ze uitgesloten uit de partij omdat ze de Armeense Genocide niet erkende voor de camera. Sindsdien zetelde ze als onafhankelijk parlementslid.
Bij de gemeenteraadsverkiezingen van 2018 stelde ze zich geen kandidaat meer. Ook bij de parlementsverkiezingen van 2019 kwam ze niet meer op.
In januari 2020 werd Ozdemir door de Turkse regering benoemd tot ambassadrice van het land in Algerije. Ze werd toen ook lid van de Hoge Vrouwenraad van de Organisatie voor Islamitische Samenwerking. Na de herverkiezing van president Recep Tayyip Erdogan werd Ozdemir in juni 2023 als minister van Familiezaken opgenomen in de Turkse regering.